# Hán Tân
Hán Tân (chữ Hán phồn thể: 漢濱區, chữ Hán giản thể: 汉滨区) là một quận thuộc địa cấp thị An Khang, tỉnh Thiểm Tây, Cộng hòa Nhân dân Trung Hoa. Hán Tân có diện tích 3652 ki-lô-mét vuông, dân số năm 2002 là 940.000 người. Về mặt hành chính, quận này được chia thành 3 nhai đạo, 20 trấn và 23 hương. 
- Nhai đạo: Lão Thành, Tân Thành, Giang Bắc.
- Trấn: Hằng Khẩu, Doanh Hồ, Đại Đồng, Ngũ Lý, Mai Tử Phố, Kiến Dân, Hà Tây, Quan Miếu, Trương Than, Diệp Bình, Trung Nguyên, Trầm Bá, Đại Hà, Cát Hà, Song Long, Lưu Thủy, Đại Trúc Viên, Thạch Chuyển, Hồng Sơn, Tỳ Câu.
- Hương Vận Khê, Hoa Viên, Phú Cường, Tảo Dương, Tiền Tiến, Cộng Tiến, Bá Hà, Thạch Thê, huyện Hà, Nghinh Phong, Quan Gia, Kinh Hà, Sa Bá, Song Khê, Yến Bá, Điền Bá, Ngọc Lan, Nam Khê, Tân Bá, Hương Sơn, Ngư Đề, Đàm Bá, Đông Trấn.